# Sejerø Kirke
Sejerø Kirke er beliggende i Sejerby på Sejerø i Sejerø Bugt.
Kirken opførsel blev påbegyndt i slutningen af den store kirkebygningsperiode, 1250 – 1300, og bestod i starten af et kor og kirkeskib opført i røde munkesten.
Gennem årene er kirken udbygget med våbenhus, sakristi og tårn.
Ved reformationen var opbygningen af kirken i det store hele afsluttet med efterfølgende mindre ombygninger og reparationer op til vor tid
I Sejerø Kirke hænger et kirkeskib, der er kopi af Christian 4.'s skib "Trefoldigheden". Modellen er bygget af søfolk, der sejlede på skibet. Modelskibet er fra 1659.

## Eksterne kilder og henvisninger
- Wikimedia Commons har flere filer relateret til Sejerø Kirke
- Sejerø Kirke i bogværket Danmarks Kirker, Nationalmuseet
- Sejerø Kirke Arkiveret 31. januar 2011 hos  Wayback Machine hos nordenskirker.dk
- Sejerø Kirke hos KortTilKirken.dk